# Euxoa obeliscata
Euxoa obeliscata là một loài bướm đêm trong họ Noctuidae.